# Adreno
 (juin 2016).
Adreno est une série de processeur graphiques développée par la société américaine Qualcomm pour équiper ses SoC ARM Snapdragon. Initialement, ces unités de traitement graphique (GPU) faisaient partie de la gamme Imageon d'AMD, rachetée par Qualcomm en janvier 2009. Les GPU Adreno sont optimisés pour les architectures mobiles ARM et intègrent des fonctionnalités avancées de rendu 3D et de calcul parallèle adaptées aux contraintes d’énergie et de performances des appareils mobiles.

## Pilotes
Les pilotes officiels des processeurs graphiques Adreno sont entièrement des logiciels propriétaires. Néanmoins, le projet de pilote libre Freedreno, initié fin 2011, a connu un développement rapide. Ce pilote, reposant sur l’architecture Gallium3D, est intégré au projet Mesa 3D. En juillet 2014, Freedreno constituait le seul pilote graphique libre supportant les SoC ARM au sein de Mesa. Depuis la version 11.1 de Mesa 3D, publiée le 15 décembre 2015, Freedreno assure la prise en charge de l’API OpenGL 3.1 pour les séries Adreno 300 (a3xx) et 400 (a4xx).

## Variantes
| Name                       | Microarchitecture                           | Microarchitecture   | Microarchitecture       | Microarchitecture | Fab (nm)          | Fréquence [MHz]   | Technologie de mémoire                                                                     | Fillrate                    | Fillrate             | Fillrate                 | GFLOPS            | GFLOPS            | GFLOPS            | API (version)     | API (version)                                                              | API (version)                                                                | API (version)        | API (version)                                        | API (version)          | Utilisé dans les snapdragon | Références        |
| Name                       | Type                                        | ALUs (SIMD) [FP32]  | Mémoire intégrée au GPU | TMU               | Fab (nm)          | Fréquence [MHz]   | Bande passante                                                                             | Triangle [MT/s]             | Pixel [GP/s]         | Texture [GT/s]           | (FP64)            | (FP32)            | (FP16)            | Vulkan            | OpenGL ES                                                                  | OpenVG                                                                       | OpenCL               | OpenGL                                               | Direct3D               | Utilisé dans les snapdragon | Références        |
| Adreno 1xx series          | Adreno 1xx series                           | Adreno 1xx series   | Adreno 1xx series       | Adreno 1xx series | Adreno 1xx series | Adreno 1xx series | Adreno 1xx series                                                                          | Adreno 1xx series           | Adreno 1xx series    | Adreno 1xx series        | Adreno 1xx series | Adreno 1xx series | Adreno 1xx series | Adreno 1xx series | Adreno 1xx series                                                          | Adreno 1xx series                                                            | Adreno 1xx series    | Adreno 1xx series                                    | Adreno 1xx series      | Adreno 1xx series | Adreno 1xx series |
| -------------------------- | ------------------------------------------- | ------------------- | ----------------------- | ----------------- | ----------------- | ----------------- | ------------------------------------------------------------------------------------------ | --------------------------- | -------------------- | ------------------------ | ----------------- | ----------------- | ----------------- | ----------------- | -------------------------------------------------------------------------- | ---------------------------------------------------------------------------- | -------------------- | ---------------------------------------------------- | ---------------------- | --- | ----------------- |
| Adreno 120                 | Pipeline à fonction fixe                    |                     |                         |                   |                   |                   |                                                                                            |                             |                      |                          |                   |                   |                   |                   | 1.1                                                                        | 1.1                                                                          |                      |                                                      |                        | ? | [ 1 ]             |
| Adreno 130                 | Pipeline à fonction fixe                    | ?                   | ?                       |                   | 90 or 65          |                   | ?                                                                                          | 4                           | 0.133                |                          |                   | 1.2               |                   |                   | 1.1                                                                        | 1.1                                                                          |                      |                                                      | Direct3D Mobile        | MSM7x00, MSM7x00A, MSM7x01, MSM7x01A                                                                                               | ,                 |
| Adreno 2xx series - yamato |                                             |                     |                         |                   |                   |                   |                                                                                            |                             |                      |                          |                   |                   |                   |                   |                                                                            |                                                                              |                      |                                                      |                        | |                   |
| Adreno 200 (AMD Z430)      | Unified shader model 5-way VLIW             | 8 (2)               | 256 KB                  |                   | 65                | 133               | LPDDR Single-channel 166 MHz (1.33 GB/s)                                                   | 22.85                       | 0.133                |                          | 0.53              | 2.12              | 4.25              |                   | 2.0                                                                        | 1.1                                                                          |                      | 1.4 (freedreno driver)                               | 11 (feature level 9_3) | Snapdragon S1 (MSM7227, MSM7627 QSD8250, QSD8650), Freescale i.MX51, i.MX53                                                        |                   |
| Adreno 200 'enhanced'      | Unified shader model 5-way VLIW             | 8 (2)               | 256 KB                  |                   | 45                | 200 245           | LPDDR Single-channel 200 MHz (1.6 GB/s)                                                    | 42                          | 0.200 0.245          |                          | 0.80 0.98         | 3.20 3.92         | 6.40 12.8         |                   | Snapdragon S1 (MSM7227A, MSM7627A, MSM7225A, MSM7625A)                     | 1.1                                                                          |                      | 1.4 (freedreno driver)                               | 11 (feature level 9_3) | |                   |
| Adreno 203                 | Unified shader model 5-way VLIW             | 16 (4)              | 256 KB                  |                   | 45                | 245 294           | LPDDR2 Single-channel 300 MHz (2.4 GB/s)                                                   | 40.8 49.0                   | 0.245 0.294          |                          | 1.96 2.35         | 7.84 9.40         | 15.6 18.8         |                   | Snapdragon S4 Play (MSM8225, MSM8625), Snapdragon 200 (MSM8225Q, MSM8625Q) | 1.1                                                                          |                      | 1.4 (freedreno driver)                               | 11 (feature level 9_3) | |                   |
| Adreno 205                 | Unified shader model 5-way VLIW             | 16 (4)              | 256 KB                  |                   | 45                | 245 266           | LPDDR2 Dual-channel 333 MHz (5.3 GB/s)                                                     | 40.8 44.3                   | 0.245 0.266          |                          | 1.96 2.12         | 7.84 8.51         | 15.6 17.0         |                   | Snapdragon S2 (MSM7x30, MSM8x55, APQ8055)                                  | 1.1                                                                          |                      | 1.4 (freedreno driver)                               | 11 (feature level 9_3) | |                   |
| Adreno 2xx series - leia   |                                             |                     |                         |                   |                   |                   |                                                                                            |                             |                      |                          |                   |                   |                   |                   |                                                                            |                                                                              |                      |                                                      |                        | |                   |
| Adreno 220                 | Unified shader model 5-way VLIW             | 32 (8)              | 512 KB                  |                   | 45                | 266               | LPDDR2 Single-channel 333 MHz (2.67 GB/s)                                                  | 88.7                        | 0.532                |                          | 4.25              | 17.0              | 34.0              | NC                | 2.0                                                                        | 1.1                                                                          | NC                   | 1.4 (freedreno driver)                               | 11 (feature level 9_3) | Snapdragon S3 (APQ8060, MSM8x60)                                                                                                   |                   |
| Adreno 225                 | Unified shader model 5-way VLIW             | 32 (8)              | 512 KB                  |                   | 28                | 200 300 400       | LPDDR2 Dual-channel 500 MHz (8 GB/s)                                                       | 133.3                       | 0.8                  |                          | 3.20 4.80 6.40    | 12.8 19.2 25.6    | 25.6 38.4 51.2    | NC                | 2.0                                                                        | 1.1                                                                          | NC                   | 1.4 (freedreno driver)                               | 11 (feature level 9_3) | Snapdragon S4 Plus (APQ8060A, MSM8x60A, MSM8960)                                                                                   | [ 8 ]             |
| Adreno 3xx series - oxili  |                                             |                     |                         |                   |                   |                   |                                                                                            |                             |                      |                          |                   |                   |                   |                   |                                                                            |                                                                              |                      |                                                      |                        | |                   |
| Adreno 304                 | Unified shader model Scalar instruction set | 24 [24]             | 96 KB                   |                   | 28                | 400               | LPDDR2/3 Single-channel 384-533 MHz (3.1-4.3 GB/s)                                         |                             |                      |                          | 4.80              | 19.2              | 38.4              | NC                | 3.0 (freedreno driver: 3.0, 3.1 incomplete, 3.2 partial)                   | 1.1                                                                          | 1.1 embedded profile | 3.1 (freedreno driver, 3.2 incomplete, 3.3 complete) | 11 (feature level 9_3) | Snapdragon 208, Snapdragon 210, Snapdragon 212                                                                                     |                   |
| Adreno 305 (1re Gen.)      | Unified shader model Scalar instruction set | 24 [24]             | 256 KB                  |                   | 28                | 400 450           | LPDDR2 Single-channel 400 MHz (3.2 GB/s)                                                   | 66.7 75                     | 0.8                  |                          | 4.80 5.40         | 19.2 21.6         | 38.4 43.2         | NC                | 3.0 (freedreno driver: 3.0, 3.1 incomplete, 3.2 partial)                   | 1.1                                                                          | 1.1 embedded profile | 3.1 (freedreno driver, 3.2 incomplete, 3.3 complete) | 11 (feature level 9_3) | Snapdragon S4 Plus (MSM8x27) |                   |
| Adreno 305 (2de Gen.)      | Unified shader model Scalar instruction set | 24 [24]             | 128 KB                  |                   | 28                | 400 450           | LPDDR2/3 Single-channel 533 MHz (4.3 GB/s)                                                 | 66.7 75                     | 0.8                  |                          | 4.80 5.40         | 19.2 21.6         | 38.4 43.2         | NC                | 3.0 (freedreno driver: 3.0, 3.1 incomplete, 3.2 partial)                   | 1.1                                                                          | 1.1 embedded profile | 3.1 (freedreno driver, 3.2 incomplete, 3.3 complete) | 11 (feature level 9_3) | Snapdragon 200 (MSM8210, MSM8610, MSM8212, MSM8612) Snapdragon 400 (MSM8x26, MSM8x28, MSM8x30, MSM8x30AB, APQ8026, APQ8030)        | [ 11 ] [ 12 ]     |
| Adreno 306                 | Unified shader model Scalar instruction set | 24 [24]             | 128 KB                  |                   | 28                | 400               | LPDDR2/3 Single-channel 32-bit 533 MHz (4.2 GB/s)                                          | 84.3                        | 0.8                  |                          | 4.80              | 19.2              | 38.4              | NC                | 3.0 (freedreno driver: 3.0, 3.1 incomplete, 3.2 partial)                   | 1.1                                                                          | 1.1 embedded profile | 3.1 (freedreno driver, 3.2 incomplete, 3.3 complete) | 11 (feature level 9_3) | Snapdragon 410 (MSM8916), Snapdragon 412 (MSM8916v2)                                                                               | [ 13 ]            |
| Adreno 308                 | Unified shader model Scalar instruction set | 24 [24]             | 128 KB                  |                   | 28                | 500               | LPDDR3 Single-channel 667 MHz (5.34 GB/s)                                                  | 105.4                       | 1.0                  |                          | 6.00              | 24.0              | 48.0              | NC                | 3.0 (freedreno driver: 3.0, 3.1 incomplete, 3.2 partial)                   | 1.1                                                                          | 1.1 embedded profile | 3.1 (freedreno driver, 3.2 incomplete, 3.3 complete) | 11 (feature level 9_3) | Snapdragon 425 (MSM8917) Snapdragon 427 (MSM8920)                                                                                  |                   |
| Adreno 320 (1re Gen.)      | Unified shader model Scalar instruction set | 64 [64]             | 512 KB                  |                   | 28                | 400               | LPDDR2 Dual-channel 533 MHz (8.53 GB/s)                                                    | 225                         | 1.6                  | 3.2                      | 12.8              | 51.2              | 102.4             | NC                | 3.0 (freedreno driver: 3.0, 3.1 incomplete, 3.2 partial)                   | 1.1                                                                          | 1.1 embedded profile | 3.1 (freedreno driver, 3.2 incomplete, 3.3 complete) | 11 (feature level 9_3) | Snapdragon S4 Pro (MSM8960T, APQ8064, APQ8064-1AA), Snapdragon S4 Prime (MPQ8064)                                                  | [ 14 ]            |
| Adreno 320 (2de Gen.)      | Unified shader model Scalar instruction set | 96 [96]             | 512 KB                  |                   | 28                | 400 450           | LPDDR3 Dual-channel 32-bit (64-bit) 600 MHz (9.6 GB/s)                                     | 225 253.1                   | 2.4 2.7              | >3.2                     | 19.2 21.6         | 76.8 86.4         | 153.6 172.8       | NC                | 3.0 (freedreno driver: 3.0, 3.1 incomplete, 3.2 partial)                   | 1.1                                                                          | 1.1 embedded profile | 3.1 (freedreno driver, 3.2 incomplete, 3.3 complete) | 11 (feature level 9_3) | Snapdragon 600 (APQ8064T, APQ8064AB)                                                                                               | [ 14 ]            |
| Adreno 330                 | Unified shader model Scalar instruction set | 128 [128]           | 1024 KB                 |                   | 28                | 450 550 578       | LPDDR3 Dual-channel 32-bit (64-bit) 800 MHz (12.8 GB/s)                                    | 253.1 309.4 325.1           | 3.6 4.4 4.624        |                          | 28.8 35.2 36.9    | 115.2 140.8 147.9 | 230.4 281.6 295.9 | NC                | 3.0 (freedreno driver: 3.0, 3.1 incomplete, 3.2 partial)                   | 1.1                                                                          | 1.1 embedded profile | 3.1 (freedreno driver, 3.2 incomplete, 3.3 complete) | 11 (feature level 9_3) | Snapdragon 800 (MSM8974, APQ8074), Snapdragon 801 (MSM8274AB, MSM8974AB, MSM8974AC)                                                |                   |
| Adreno 4xx series          |                                             |                     |                         |                   |                   |                   |                                                                                            |                             |                      |                          |                   |                   |                   |                   |                                                                            |                                                                              |                      |                                                      |                        | |                   |
| Adreno 405                 | Unified shader model                        | 48 [48]             | 256 KB                  |                   | 28                | 550               | LPDDR3 Single-channel 667-933 MHz (5.34-7.46 GB/s)                                         |                             |                      |                          |                   | 52.8              |                   | NC                | 3.2 (freedreno driver: 3.0, 3.1 incomplete, 3.2 partial)                   | 1.1                                                                          | 1.2 full profile     | 3.1 (freedreno driver, 3.2 incomplete, 3.3 complete) | 11 (11_1)              | Snapdragon 415 (MSM8929), Snapdragon 610 (MSM8936), Snapdragon 615 (MSM8939), Snapdragon 616 (MSM8939v2), Snapdragon 617 (MSM8952) |                   |
| Adreno 418                 | Unified shader model                        | 128 [128]           | 512 KB                  |                   | 20                | 600               | LPDDR3 Dual-channel 32-bit (64-bit) 933 MHz (14.9 GB/s)                                    |                             |                      |                          |                   | 153.6             |                   | 1.0               | 3.2 (freedreno driver: 3.0, 3.1 incomplete, 3.2 partial)                   | 1.1                                                                          | 1.2 full profile     | 3.1 (freedreno driver, 3.2 incomplete, 3.3 complete) | 11 (11_1)              | Snapdragon 808 (MSM8992) |                   |
| Adreno 420                 | Unified shader model                        | 128 [128]           | 1536 KB                 |                   | 28                | 500 600           | LPDDR3 Dual-channel 64-bit (128-bit) 800 MHz (25.6 GB/s)                                   | 281.3 337.5 (0.56 Tr/Hertz) | 4 4.8 (8.2 Px/Hertz) |                          |                   | 128 153.6         |                   | 1.0               | 3.2 (freedreno driver: 3.0, 3.1 incomplete, 3.2 partial)                   | 1.1                                                                          | 1.2 full profile     | 3.1 (freedreno driver, 3.2 incomplete, 3.3 complete) | 11 (11_1)              | Snapdragon 805 (APQ8084) | [ 17 ]            |
| Adreno 430                 | Unified shader model                        | 256 [256]           | 1536 KB                 |                   | 20                | 500 600 650       | LPDDR4 Dual-channel 32-bit (64-bit) 1 600 MHz (25.6 GB/s)                                  | ?                           | 4.8 6.0 6.6          |                          |                   | 324 420           |                   | 1.0               | 3.2 (freedreno driver: 3.0, 3.1 incomplete, 3.2 partial)                   | 1.1                                                                          | 1.2 full profile     | 3.1 (freedreno driver, 3.2 incomplete, 3.3 complete) | 11 (11_1)              | Snapdragon 810 (APQ8094, MSM8994)                                                                                                  |                   |
| Adreno 5xx series          |                                             |                     |                         |                   |                   |                   |                                                                                            |                             |                      |                          |                   |                   |                   |                   |                                                                            |                                                                              |                      |                                                      |                        | |                   |
| Adreno 504                 | Unified shader model + Unified memory       | ?                   | ?                       |                   | 12                | ?                 | LPDDR3 Single-channel 800 MHz (6.4 GB/s)                                                   | ?                           | ?                    | ?                        |                   | ?                 |                   | 1.0               | 3.2 (freedreno driver: 3.1, 3.2 partial)                                   | ?                                                                            | 2.0 Full             | 3.1 (freedreno driver, 3.2 incomplete, 3.3 complete) | 11 (11_1)              | Snapdragon 429 |                   |
| Adreno 505                 | Unified shader model + Unified memory       | 48 [48]             | 128 + 8 KB              |                   | 28                | 450               | LPDDR3 Single-channel 800 MHz (6.4 GB/s)                                                   |                             |                      | ?                        |                   | 48.6              |                   | 1.0               | 3.2 (freedreno driver: 3.1, 3.2 partial)                                   | ?                                                                            | 2.0 Full             | 3.1 (freedreno driver, 3.2 incomplete, 3.3 complete) | 11 (11_1)              | Snapdragon 430 (MSM8937), Snapdragon 435, Snapdragon 439                                                                           |                   |
| Adreno 506                 | Unified shader model + Unified memory       | 96 [96]             | 128 + 8 KB              |                   | 14                | 600 650           | LPDDR3 Single-channel 933 MHz (7.46 GB/s)                                                  | ?                           | ?                    | ?                        |                   | 115.2 124.8       |                   | 1.0               | 3.2 (freedreno driver: 3.1, 3.2 partial)                                   | ?                                                                            | 2.0 Full             | 3.1 (freedreno driver, 3.2 incomplete, 3.3 complete) | 11 (11_1)              | Snapdragon 450, Snapdragon 625, Snapdragon 626, Snapdragon 632                                                                     |                   |
| Adreno 508                 | Unified shader model + Unified memory       | 128 [128]           | 128 + 8 KB              |                   | 14                | 650               | LPDDR4 Dual‑channel 16‑bit (32-bit) 1 333 MHz (10.66 GB/s)                                 | ?                           | ?                    | ?                        |                   | 163.2             |                   | 1.0               | 3.2 (freedreno driver: 3.1, 3.2 partial)                                   | ?                                                                            | 2.0 Full             | 3.1 (freedreno driver, 3.2 incomplete, 3.3 complete) | 11 (11_1)              | Snapdragon 630 |                   |
| Adreno 509                 | Unified shader model + Unified memory       | 128 [128]           | 256 + 16 KB             |                   | 14                | 720               | LPDDR4 Dual‑channel 32‑bit (64-bit) 1 333 MHz (21.33 GB/s)                                 | ?                           | ?                    | ?                        |                   | 184.3             |                   | 1.0               | 3.2 (freedreno driver: 3.1, 3.2 partial)                                   | ?                                                                            | 2.0 Full             | 3.1 (freedreno driver, 3.2 incomplete, 3.3 complete) | 11 (11_1)              | Snapdragon 636 |                   |
| Adreno 510                 | Unified shader model + Unified memory       | 128 [128]           | 256 KB                  |                   | 28                | 600               | LPDDR3 Dual‑channel 32‑bit (64-bit) 933 MHz (14.9 GB/s)                                    | ?                           | ?                    | ?                        |                   | 153.6             |                   | 1.0               | 3.2 (3.1 + AEP) (freedreno driver: 3.1, 3.2 partial)                       | ?                                                                            | 2.0 Full             | 3.1 (freedreno driver, 3.2 incomplete, 3.3 complete) | 11 (11_1)              | Snapdragon 650 (MSM8956), Snapdragon 652 (MSM8976), Snapdragon 653 (MSM8976PRO)                                                    |                   |
| Adreno 512                 | Unified shader model + Unified memory       | 128 [128]           | 256 + 16 KB             |                   | 14                | 850               | LPDDR4 Quad-channel 16-bit (64-bit) 1 866 MHz (29.8 GB/s)                                  | ?                           | ?                    | ?                        |                   | 217.6             |                   | 1.0               | 3.2 (3.1 + AEP) (freedreno driver: 3.1, 3.2 partial)                       | ?                                                                            | 2.0 Full             | 3.1 (freedreno driver, 3.2 incomplete, 3.3 complete) | 11 (11_1)              | Snapdragon 660 (MSM8976 Plus) |                   |
| Adreno 530                 | Unified shader model + Unified memory       | 256 [256]           | 1024 KB                 |                   | 14                | 510 624 653       | LPDDR4 Quad-channel 16-bit (64-bit) 1 866 MHz (29.8 GB/s)                                  | ?                           | 6.7 8.1              | 7.7 8.1                  |                   | 407.4 498.5       |                   | 1.0               | 3.2 (3.1 + AEP) (freedreno driver: 3.1, 3.2 partial)                       | ?                                                                            | 2.0 Full             | 3.1 (freedreno driver, 3.2 incomplete, 3.3 complete) | 12 (11_1)              | Snapdragon 820 (MSM8996), Snapdragon 821 (MSM8996PRO)                                                                              |                   |
| Adreno 540                 | Unified shader model + Unified memory       | 384 [384]           | 1024 KB                 |                   | 10                | 710               | LPDDR4 Quad-channel 16-bit (64-bit) 1 866 MHz (29.8 GB/s)                                  | >450                        | ?                    | 11.36 (16 Texel/Hertz) , |                   | 567               |                   | 1.0               | 3.2 (3.1 + AEP) (freedreno driver: 3.1, 3.2 partial)                       | ?                                                                            | 2.0 Full             | 3.1 (freedreno driver, 3.2 incomplete, 3.3 complete) | 12 (11_1)              | Snapdragon 835 (MSM8998) |                   |
| Adreno 6xx series          |                                             |                     |                         |                   |                   |                   |                                                                                            |                             |                      |                          |                   |                   |                   |                   |                                                                            |                                                                              |                      |                                                      |                        | |                   |
| Adreno 605                 | Unified shader model + Unified memory       |                     | 128+8 KB                |                   | 14                |                   |                                                                                            |                             |                      |                          |                   |                   |                   | 1.0 and 1.1,      | 3.2                                                                        |                                                                              | 2.0 Full             | WIP (freedreno driver)                               | 12 (12_1)              | |                   |
| Adreno 610                 | Unified shader model + Unified memory       |                     | ?                       |                   | 11                |                   |                                                                                            |                             |                      |                          |                   | 273               |                   | 1.0 and 1.1,      | 3.2                                                                        | Snapdragon 460 Snapdragon 662 Snapdragon 665                                 | 2.0 Full             | WIP (freedreno driver)                               | 12 (12_1)              | [ 23 ] |                   |
| Adreno 612                 | Unified shader model + Unified memory       |                     | 256+16 KB               |                   | 11                | 845               | LPDDR4X Dual‑channel 16‑bit (32-bit) 1 866 MHz (14.9 GB/s)                                 |                             |                      |                          |                   |                   |                   | 1.0 and 1.1,      | 3.2                                                                        | Snapdragon 675 Snapdragon 678                                                | 2.0 Full             | WIP (freedreno driver)                               | 12 (12_1)              | |                   |
| Adreno 615                 | Unified shader model + Unified memory       | 256 [128]           | 512 KB                  |                   | 10                | 700               | LPDDR4X Dual‑channel 16‑bit (32-bit) 1 866 MHz (14.9 GB/s)                                 |                             |                      |                          |                   | 358.4             |                   | 1.0 and 1.1,      | 3.2                                                                        | QCS603, QCS605, Snapdragon 670                                               | 2.0 Full             | WIP (freedreno driver)                               | 12 (12_1)              | , |                   |
| Adreno 616                 | Unified shader model + Unified memory       | 256 [128]           | 512 KB                  |                   | 10                | 750               | LPDDR4X Dual‑channel 16‑bit (32-bit) 1 866 MHz (14.9 GB/s)                                 |                             |                      |                          |                   | 384               |                   | 1.0 and 1.1,      | 3.2                                                                        | Snapdragon 710 Snapdragon 712                                                | 2.0 Full             | WIP (freedreno driver)                               | 12 (12_1)              | |                   |
| Adreno 618                 | Unified shader model + Unified memory       | 256 [128]           | 512 KB                  |                   | 8                 | 700 825           | LPDDR4X Dual‑channel 16‑bit (32-bit) 1 866 MHz (14.9 GB/s)                                 |                             |                      |                          |                   | ? 422             |                   | 1.0 and 1.1,      | 3.2                                                                        | Snapdragon 720G Snapdragon 730 Snapdragon 730G Snapdragon 732G Snapdragon 7c | 2.0 Full             | WIP (freedreno driver)                               | 12 (12_1)              | [ 27 ] |                   |
| Adreno 620                 | Unified shader model + Unified memory       | 384 [192]           | 512 KB                  |                   | 7                 | 625 750           | LPDDR4X Dual-channel 16-bit (32-bit) 2 133 MHz (17 GB/s)                                   |                             | 6.7/8.1              |                          |                   |                   | ?                 | 1.0 and 1.1,      | 3.2                                                                        | Snapdragon 765 Snapdragon 765G Snapdragon 768G                               | 2.0 Full             | WIP (freedreno driver)                               | 12 (12_1)              | |                   |
| Adreno 630                 | Unified shader model + Unified memory       | 512 [256]           | 1024 KB                 |                   | 10                | 710               | LPDDR4X Quad-channel 16-bit (64-bit) 1 866 MHz (29.9 GB/s)                                 | >500                        | ?                    | 15.4                     | 184               | 727               | 1474              | 1.0 and 1.1,      | 3.2                                                                        | Snapdragon 845 Snapdragon 850                                                | 2.0 Full             | WIP (freedreno driver)                               | 12 (12_1)              | , |                   |
| Adreno 640                 | Unified shader model + Unified memory       | 768 [384]           | 1024 KB                 | 12*2              | 7                 | 585 675           | LPDDR4X Quad-channel 16-bit (64-bit) 2 133 MHz (34.13 GB/s)                                | ?                           | 9.4                  | 28.1                     | 242 279           | 954 1037          | 1853.3            | 1.0 and 1.1,      | 3.2                                                                        | Snapdragon 855/855+                                                          | 2.0 Full             | WIP (freedreno driver)                               | 12 (12_1)              | , |                   |
| Adreno 650                 | Unified shader model + Unified memory       | 1024 [512]          | ? and 300 Go/s          | 24*2              | 7                 | 587 670           | LPDDR4X or LPDDR5 Quad-channel 16-bit (64-bit) 2 133 MHz ou 2 750 MHz 33.4GB/s or 44.0GB/s |                             | 14.x (est.)          | 28.1 (est.)              | 313 344           | 1244 1267 , 1376  | 2000 2752         | 1.0 and 1.1,      | 3.2                                                                        | Snapdragon 865/865+                                                          | 2.0 Full             | WIP (freedreno driver)                               | 12 (12_1)              | , |                   |
| Adreno 660                 | Unified shader model + Unified memory       |                     |                         |                   | 7                 |                   |                                                                                            |                             |                      |                          |                   |                   |                   | 1.0 and 1.1,      | 3.2                                                                        | Snapdragon 888                                                               | 2.0 Full             | WIP (freedreno driver)                               | 12 (12_1)              | |                   |
| Adreno 675                 | Unified shader model + Unified memory       | ?                   | ?                       |                   | 7                 | 590               | LPDDR4X Quad-channel 16-bit (64-bit) 2 133 MHz (34.13 GB/s)                                |                             |                      |                          | 388               | 1550              | 3100              | 1.0 and 1.1,      | 3.2                                                                        | Snapdragon 8c                                                                | 2.0 Full             | WIP (freedreno driver)                               | 12 (12_1)              | [ 38 ] |                   |
| Adreno 680                 | Unified shader model + Unified memory       | 1536 [768]          | ?                       |                   | 7                 | 590               | LPDDR4X Octa-channel 16-bit (128-bit) 2 133 MHz (68.26 GB/s)                               |                             |                      |                          | 461               | 1842.5            | 3685              | 1.0 and 1.1,      | 3.2                                                                        | Snapdragon 8cx, 8CX Gen 2                                                    | 2.0 Full             | WIP (freedreno driver)                               | 12 (12_1)              | [ 40 ] |                   |
| Adreno 685                 | Unified shader model + Unified memory       | 1536 [768]          | ?                       |                   | 7                 |                   | LPDDR4X Octa-channel 16-bit (128-bit) 2 133 MHz (68.26 GB/s)                               |                             |                      |                          |                   | ~2100             |                   | 1.0 and 1.1,      | 3.2                                                                        | Microsoft SQ1                                                                | 2.0 Full             | WIP (freedreno driver)                               | 12 (12_1)              | |                   |
| Nom                        | Microarchitecture                           | Microarchitecture   | Microarchitecture       | Microarchitecture | Fab (nm)          | Fréquence [MHz]   | Technologie de mémoire                                                                     | Fillrate                    | Fillrate             | Fillrate                 | (FP64)            | (FP32)            | (FP16)            | API (version)     | API (version)                                                              | API (version)                                                                | API (version)        | API (version)                                        | API (version)          | Utilisé dans les snapdragon | Références        |
| Nom                        | Type                                        | ALUs (SIMDs) [FP32] | Mémoire intégrée au GPU | TMU               | Fab (nm)          | Fréquence [MHz]   | Bande passante                                                                             | Triangle [MT/s]             | Pixel [GP/s]         | Texture [GT/s]           | GFLOPS            | GFLOPS            | GFLOPS            | Vulkan            | OpenGL ES                                                                  | OpenVG                                                                       | OpenCL               | OpenGL                                               | Direct3D               | Utilisé dans les snapdragon | Références        |

- L'Adreno 130, utilisé dans le SoC MSM7x01, offre pas mal de fonctions fixes et supporte OpenGL ES 1.1, OpenVG 1.1, EGL 1.3, Direct3D Mobile, SVGT 1.2, Direct Draw et GDI.

- Adreno 200 (AMD Z430) est inclus dans les SoC QSD8x50 (1 GHz) et MSM7x27 (600 MHz A11+L2 cache). Il offre un pipeline de fonctions programmables et le flux de textures. Il est compatible OpenGL ES 2.0, OpenGL ES 1.1, OpenVG 1.1, EGL 1.3, Direct3D Mobile, SVGT 1.2 et DirectDraw. (22 mégatriangles par seconde, 133 mégapixels par seconde, vitesse d'horloge maximum de 128 MHz).

- Adreno 205 est inclus dans les SoC QSD8x50A (1.3 GHz), MSM7x30 (800 MHz+L2 cache), MSM8x55 (1 GHz+L2 cache). Ses améliorations incluent ; Support du SVG, accélération matérielle d'Adobe Flash et de meilleures performances des shaders que l'Adreno 200. Il est compatible avec les API OpenGL ES 2.0, OpenGL ES 1.1, OpenVG 1.1, EGL 1.3, Direct3D Mobile, SVGT 1.2, Direct Draw and GDI. Il peut tracer 40 mégatriangles par seconde, 432 mégapixels par seconde et à une vitesse d'horloge pouvant atteindre 200 MHz.

- Adreno 220 inclus dans les SoC MSM8660 et MSM8260 (1,2 GHz–1,5 GHz+1 Mo L2 Cache) a un simple canal de mémoire. Il est compatible avec OpenGL ES 2.0, OpenGL ES 1.1, OpenVG 1.1, EGL 1.3, Direct3D Mobile, DirectX 9.0c, SVGT 1.2, Direct Draw et GDI. Il peut tracer 88 mégatriangles par seconde, 2.4 gigapixels par seconde, La vitesse d'horloge standard peut atteindre 266 MHz, et il peut être surcadencé à 400 MHz.

- Adreno 225 inclus dans le SoC MSM8960 (1,5 GHz–1,7 GHz+1 Mo L2 cache), comporte une architecture de shader unifié et un accès mémoire à doubles canaux. Il est compatible avec les fonctionnalités de Direct3D version 9.3 et avec les API OpenGL ES 2.0, OpenGL ES 1.1, OpenVG 1.1, EGL 1.3, Direct3D Mobile, SVGT 1.2, Direct Draw et GDI.

- Adreno 230 inclus dans les SoC MSM8225 et MSM8625.

- Adreno 302 inclus dans les SoC de type Snapdragon 200.

- Adreno 305 inclus dans les Snapdragon 400, gravure 28 nm, cadencée à 400 MHz, OpenGL ES 3.0, OpenCL 1.2e, OpenVG 1.1, DirectX 9.0c. Développe une puissance de 21.6 GFlops.

- Adreno 320 inclus dans les S4 pro et prime. Gravure 28 nm, cadencée à 400 MHz, OpenGL ES 3.0, OpenCL 1.2e, OpenVG 1.1, DirectX 9.0c. Développe une puissance de 51.2 GFlops.

- Adreno 320 (2nd gen) inclus dans les Snapdragon 600. Gravure 28 nm, cadencée à 450 MHz, OpenGL ES 3.0, OpenCL 1.2e, OpenVG 1.1, DirectX 9.0c. Développe une puissance de 86.4 à 97.2 GFlops.

- Adreno 330 inclus dans les Snapdragon 800. Gravure 28 nm, cadencée à 450/550 MHz, OpenGL ES 3.0, OpenCL 1.2e, OpenVG 1.1, DirectX 9.0c. Développe une puissance de 129.6 à 159.4 GFlops.

- Adreno 405 inclus dans les Snapdragon 415, 615, 616 et 617, Gravure 28 nm, cadencée à 550 MHz, OpenGL ES 3.0 – 3.1, OpenCL 1.2, OpenVG 1.1, DirectX 11.2.

- Adreno 418 inclus dans le Snapdragon 808, Gravure 20 nm, cadencée à 600 MHz, OpenGL ES 3.0 – 3.1, OpenCL 1.2, OpenVG 1.1, DirectX 11.2.

- Adreno 420 inclus dans les Snapdragon 805. Gravure 28 nm, cadencée à 500/600 MHz, OpenGL ES 3.0 – 3.2, OpenCL 1.2, OpenVG 1.1, DirectX 11.2.

- Adreno 430 inclus dans les Snapdragon 810. Gravure 20 nm, cadencée à 500 – 650 MHz, OpenGL ES 3.0 – 3.2, OpenCL 1.2, OpenVG 1.1, DirectX 11.2.

- Adreno 505 inclus dans les Snapdragon 430 et 435. Gravure 28 nm, cadencée à 450 MHz, OpenGL ES 3.0 – 3.2, OpenCL 2.0, OpenVG 1.1, DirectX 12.0, Vulkan 1.0.

- Adreno 506 inclus dans le Snapdragon 625. Gravure 14 nm, cadencée à 650 MHz, OpenGL ES 3.0 – 3.2, OpenCL 2.0, OpenVG 1.1, DirectX 12.0, Vulkan 1.0.

- Adreno 510 inclus dans les Snapdragon 650, 652, 653. Gravure 28 nm, cadencée à 600 MHz, OpenGL ES 3.0 – 3.2, OpenCL 2.0, OpenVG 1.1, DirectX 12.0, Vulkan 1.0.

- Adreno 530 inclus dans les Snapdragon 820 et 821. Gravure 14 nm, cadencée à 500 – 650 MHz, OpenGL ES 3.0 – 3.2, OpenCL 2.0, OpenVG 1.1, DirectX 12.0, Vulkan 1.0.

- Adreno 540 inclus dans le Snapdragon 835, Gravure 10 nm, OpenGL ES 3.0 – 3.2, OpenCL 2.0, OpenVG 1.1, DirectX 12.0, Vulkan 1.0.